# Trevor Reekers
Trevor Reekers (21 giugno 1988) è un doppiatore e musicista olandese.

## Biografia
È figlio del cantante Edward Reekers per cui ha cantato nell'album Stages. Come doppiatore il suo ruolo più noto è Harry Potter nell'omonima serie di film.
Come musicista è attivo dall'età di quindici anni.

## Doppiaggio
- Harry Potter (Daniel Radcliffe) in Harry Potter
- Jackson Stewart in Hannah Montana, Hannah Montana: The Movie
- Sokka in Avatar - La leggenda di Aang
- Mako in La leggenda di Korra
- Spud in American Dragon: Jake Long
- Danny Phantom in Danny Phantom
- Lok in Huntik - Secrets & Seekers
- Noah in Hotel 13
- Buford in Phineas e Ferb
- Mordecai in Regular Show
- Raphael in Teenage Mutant Ninja Turtles
- Rex Salazar in Generator Rex
- Rafan e Silvestro in Pokémon
- Robbie Valentino in Gravity Falls
- Zane in Ninjago